# Salix flueggeana
Salix flueggeana är en videväxtart som beskrevs av Carl Ludwig von Willdenow. Salix flueggeana ingår i släktet viden, och familjen videväxter. Inga underarter finns listade i Catalogue of Life.